# Алберти (Кунео)
Алберти (итал. Alberti) је насеље у Италији у округу Кунео, региону Пијемонт.
Према процени из 2011. у насељу је живело 4 становника. Насеље се налази на надморској висини од 1228 м.